# Masdevallia ludibunda
Masdevallia ludibunda är en orkidéart som beskrevs av Heinrich Gustav Reichenbach. Masdevallia ludibunda ingår i släktet Masdevallia och familjen orkidéer. Inga underarter finns listade i Catalogue of Life.